# Vlădești (Argeș)
Vlădeşti é uma comuna romena localizada no distrito de Argeş, na região de Muntênia. A comuna possui uma área de km² e sua população era de 3185 habitantes segundo o censo de 2007.